# Phyllophaga ephilida
Phyllophaga ephilida är en skalbaggsart som beskrevs av Thomas Say 1825. Phyllophaga ephilida ingår i släktet Phyllophaga och familjen Melolonthidae. Utöver nominatformen finns också underarten P. e. virilis.